# هاريسون رودس
هاريسون رودس (بالإنجليزية: Harrison Rhodes)‏ هو سائق سباق أمريكي، ولد في 15 يوليو 1993 في هاي بوينت في الولايات المتحدة.

## وصلات خارجية
- الموقع الرسمي
- هاريسون رودس على موقع Racing-Reference.info (الإنجليزية)